# Langau
Langau est une commune autrichienne du district de Horn en Basse-Autriche.